# Sachsenkeule

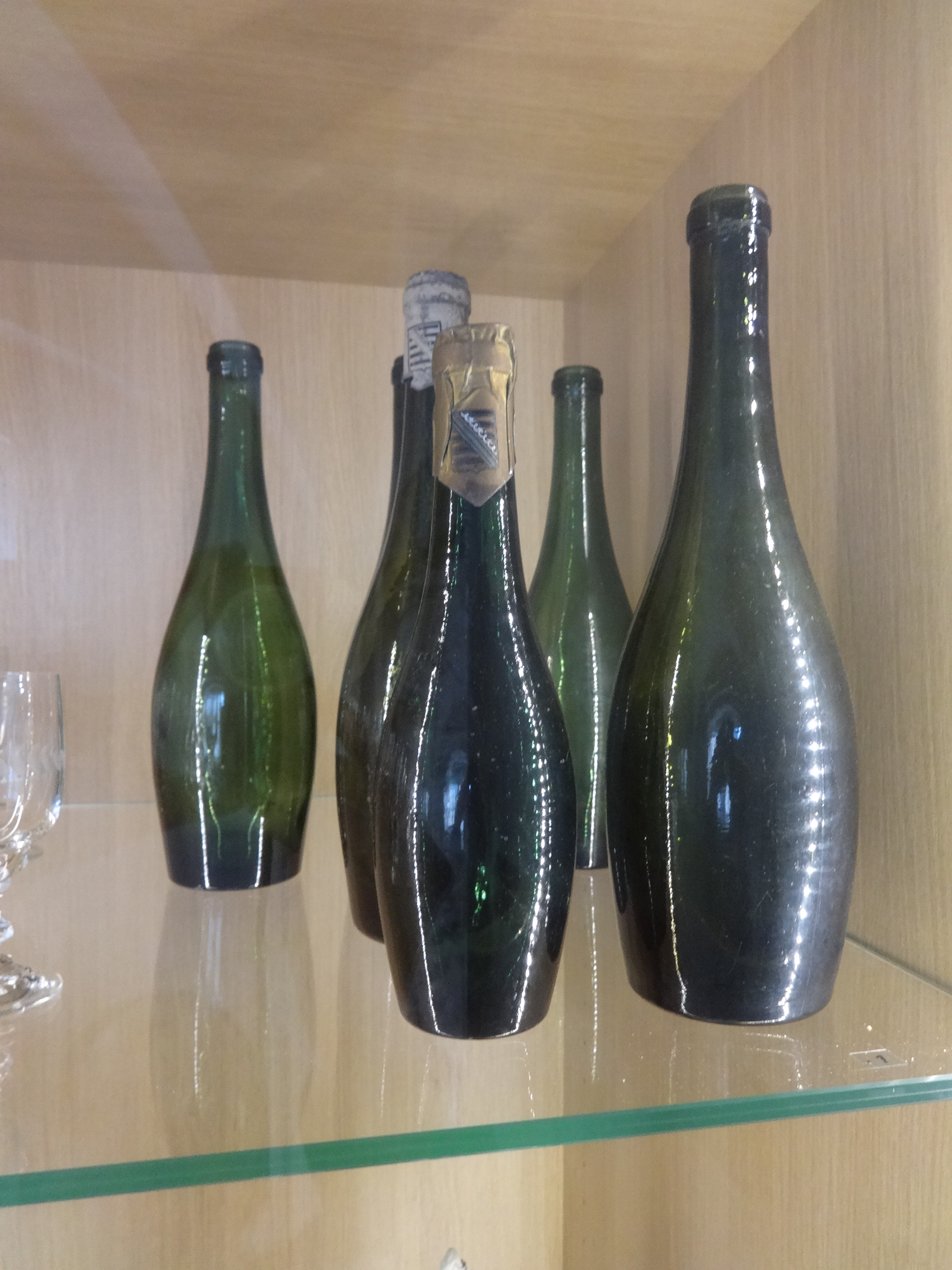
Láhve z vinařství Hoflößnitz

Sachsenkeule (tj. saský kyj), také Sachsenflasche (tj. saská láhev) je kyjovitá láhev na víno pro saská jakostní vína, která se používá výhradně v saské vinařské oblasti.

## Dějiny
Sachsenkeule vznikla ve vinařství Hoflößnitz v Oberlößnitz, dnes části Radebeulu. Pod vedením enologa Carla Pfeiffera, který oživil vinařství v Lößnitz po katastrofě révokazu v roce 1913, byla v roce 1931 vyvinuta kyjovitá láhev jako ochranná známka vína z Hoflößnitz. Původně se vyráběla ze zeleného skla. Sachsenkeule měla sloužit jako typický identifikační znak, podobně jako Bockstüte typické pro víno z Franků. Po krátké době se ale ukázaly nevýhody láhve. Ležící láhev má kvůli svému baňatému tvaru jen velmi malou styčnou plochu a je tedy také mnohem křehčí než běžná láhev na víno při přepravě a nižší je i její stabilita. To znamenalo, že se Sachsenkeule nedařilo prosadit na trhu.
V 90. letech 20. století Sachsenkeule znovu zavedl Sachsen Weinbauverband (Saský vinařský spolek) a od té doby je ochrannou známkou pro ryze saské víno. Kromě vína se dnes v Sachsenkeulen nabízí i sekt ze státního vinařství Schloss Wackerbarth. Ty jsou vyráběny z hnědého skla na rozdíl od původních zelených láhví.